# داور (نیوجرسی)
داور (به انگلیسی: Dover) شهری در ایالت نیوجرسی کشور ایالات متحده آمریکا است که جمعیت آن در سرشماری سال ۲۰۱۰ میلادی، ۱۸٬۱۵۷ نفر بوده‌است.